# Finalen av Copa del Rey 2010/2011
Finalen i Copa del Rey 2010/2011 var den 107:e finalen i Copa del Rey. Finalen var ett El Clásico mellan Real Madrid och FC Barcelona som spelades på Valencias hemmaarena Mestalla den 20 april 2011. Det var den sjätte gången som det är ett El Clásico i finalen i Copa del Rey. Detta var det andra El Clásicot på några veckor. Real Madrid vann finalen efter Cristiano Ronaldos nickmål i den 103:e minuten.

## Vägen till finalen
| Barcelona       | Barcelona | Round          | Real Madrid | Real Madrid     |
| --------------- | --------- | -------------- | ----------- | --------------- |
| Motståndare     | Resultat  | Slutspel       | Resultat    | Motståndare     |
| Ceuta           | 7–1       | Sexondelsfinal | 5-1         | Real Murcia     |
| Athletic Bilbao | 1–1 1     | Åttondelsfinal | 8-2         | Levante         |
| Real Betis      | 6-3       | Kvartsfinal    | 4–1         | Atlético Madrid |
| Almería         | 8-0       | Semifinal      | 3-0         | Sevilla         |

1. Barca gick vidare på fler gjorda bortamål.

## Matchen
Matchen var oavgjord efter full tid och under de 90 minuterna så hade Cristiano Ronaldo tre fina lägen att ge Real Madrid ledningen. I slutet av första halvlek nickade även Pepe i stolpen för Real. I den första halvleken hade Barca inte ett enda skott på mål och Real dominerade matchen. I den andra halvleken dominerade Barcelona och Barca tvingade Iker Casillas till flera jätteräddningar. Matchen gick till förlängning och 13 minuter in i första förlängningskvarten nickade Cristiano Ronaldo in 1-0 till Real Madrid på inlägg från Ángel di María. Det var mycket fult spel i matchen. Domaren fick dela ut 8 gula kort. Ángel di María blev utvisad i den 118:e minuten  och Barcelona fick avsluta matchen med en man mer än Real Madrid.

## Matchdetaljer
|            | 20 April 2011 | FC Barcelona | 0 – 1                  | Real Madrid  | Mestalla, Valencia                                        |                                                           |
| 21:30 CEST | 21:30 CEST    |              | Matchrapport (spanska) | Ronaldo 103′ | Publik: 55 000 Domare: Alberto Undiano Mallenco (Navarre) | Publik: 55 000 Domare: Alberto Undiano Mallenco (Navarre) |
| 21:30 CEST | 21:30 CEST    |              |                        |              | Publik: 55 000 Domare: Alberto Undiano Mallenco (Navarre) | Publik: 55 000 Domare: Alberto Undiano Mallenco (Navarre) |
| 21:30 CEST | 21:30 CEST    |              |                        |              | Publik: 55 000 Domare: Alberto Undiano Mallenco (Navarre) | Publik: 55 000 Domare: Alberto Undiano Mallenco (Navarre) |

| Barcelona | Real Madrid |

| Barcelona:      |    |                   |      |      |
|                 |    |                   |      |      |
| MV              | 13 | José Manuel Pinto |      |      |
| HB              | 2  | Daniel Alves      |      | 115′ |
| MB              | 3  | Gerard Piqué      |      |      |
| MB              | 14 | Javier Mascherano |      |      |
| VB              | 21 | Adriano           | 117' |      |
| CM              | 6  | Xavi (c)          |      |      |
| DM              | 16 | Sergio Busquets   |      | 107′ |
| CM              | 8  | Andrés Iniesta    |      |      |
| HF              | 17 | Pedro Rodríguez   | 34'  |      |
| CF              | 10 | Lionel Messi      | 65'  |      |
| VF              | 7  | David Villa       |      | 104′ |
| Avbytare:       |    |                   |      |      |
| MV              | 1  | Víctor Valdés     |      |      |
| F               | 5  | Carles Puyol      |      |      |
| F               | 18 | Gabriel Milito    |      |      |
| F               | 19 | Maxwell           |      | 115′ |
| MF              | 15 | Seydou Keita      |      | 107′ |
| MF              | 20 | Ibrahim Afellay   |      | 104′ |
| MF              | 30 | Thiago Alcântara  |      |      |
| Manager:        |    |                   |      |      |
| Josep Guardiola |    |                   |      |      |

| Real Madrid:  |    |                   |           |      |
|               |    |                   |           |      |
| MV            | 1  | Iker Casillas (c) |           |      |
| HB            | 17 | Álvaro Arbeloa    |           |      |
| MB            | 4  | Sergio Ramos      |           |      |
| MB            | 2  | Ricardo Carvalho  |           | 119′ |
| VB            | 12 | Marcelo           |           |      |
| CM            | 14 | Xabi Alonso       | 60'       |      |
| DM            | 3  | Pepe              | 26'       |      |
| CM            | 24 | Sami Khedira      |           | 104′ |
| HF            | 23 | Mesut Özil        |           | 69′  |
| CF            | 7  | Cristiano Ronaldo |           |      |
| VF            | 22 | Ángel di María    | 85', 118' |      |
| Avbytare:     |    |                   |           |      |
| MV            | 25 | Jerzy Dudek       |           |      |
| F             | 19 | Ezequiel Garay    |           | 119′ |
| MF            | 8  | Kaká              |           |      |
| MF            | 11 | Esteban Granero   |           | 104′ |
| A             | 6  | Emmanuel Adebayor | 73'       | 69′  |
| A             | 9  | Karim Benzema     |           |      |
| A             | 20 | Gonzalo Higuaín   |           |      |
| Manager:      |    |                   |           |      |
| José Mourinho |    |                   |           |      |

| Assisterande domare: Fermín Martínez Ibáñez (Navarre) Jesús Calvo Guadamuro (Andalusien) Fjärdedomare: Fernando Teixeira Vitienes (Cantabria) | Matchregler: - 90 minuter - 2 x 15 minuter extra tid vid oavgjort efter 90 minuter - Straffläggning efter extratiden vid oavgjort - Sju spelare på bänken - Högst tre byten per lag |

| Copa del Rey 2010–11 vinnare |
| ---------------------------- |
| Real Madrid 18 titeln        |

## Firande
Real Madrid firade titeln genom att åka på en dubbeldäckad buss genom Madrid, där de mötes av jublande folkmassor. När Sergio Ramos skulle lyfta buklan på bussen tappade buklan framför bussen och pokalen blev krossad. Ramos skämtade sedan om att han inte tappade buklan utan att buklan hoppade ner från bussen för att möta fansen. 

### Fotnoter
1. ↑  rfef.es Arkiverad 29 april 2011 hämtat från the Wayback Machine.
2. ↑  news.bbc.co.uk
3. ↑  guardian.co.uk
4. ↑  skysports.com Arkiverad 23 april 2011 hämtat från the Wayback Machine.
5. ↑  guardian.co.uk
6. ↑  dailmail.co.uk
7. ↑  ”slate.com”. Arkiverad från originalet den 24 april 2011. https://web.archive.org/web/20110424050459/http://www.slate.com/blogs/blogs/trending/archive/2011/04/21/sergio-ramos-drops-copa-del-rey-under-moving-bus-in-madrid-video.aspx. Läst 11 maj 2011.